# Piliscus
Piliscus is een geslacht van weekdieren uit de klasse van de Gastropoda (slakken).

## Soorten
- Piliscus commodus (Middendorff,  1851)
- Piliscus rostratus (Golikov & Gulbin, 1990)
- Piliscus undulatus (Golikov & Gulbin, 1990)